# Franz Arnold von Raesfeld zu Ostendorf
Franz Arnold von Raesfeld zu Ostendorf (* 1709; † 9. Juli 1747) war Domherr in Münster und Osnabrück.

## Leben

### Herkunft und Familie
Franz Arnold von Raesfeld zu Ostendorf entstammte dem westfälischen Adelsgeschlecht von Raesfeld. Er war der Sohn des Christoph Heinrich von Raesfeld zu Ostendorf (1678–1729), der am 27. Oktober 1708 Anna Adriane Wilhelmine Theresia von Wolff-Metternich geheiratet hatte.
In zweiter Ehe war Christoph Heinrich mit der Freiin Maria Helena Droste zu Vischering, Tochter des Christoph Heidenreich Droste zu Vischering, verheiratet.

### Werdegang und Wirken
Im Jahre 1723 verzichtete sein Onkel Johann Franz auf die Dompräbenden in Münster und Osnabrück. Die Aufschwörung war am 26. Oktober 1723 in Münster. Schon am 12. Juli 1729 verzichtete er zugunsten des Domherrn Johann Mauritz von Plettenberg. Dieser Verzicht war an die Bedingung geknüpft, dass Plettenberg die ihm als Turnar in Paderborn anfallende Präbende einem Familienangehörigen der Droste zu Vischering überträgt. Franz Arnold fühlte sich der Familie seiner Stiefmutter Maria Helena Droste zu Vischering sehr verpflichtet. Nachdem er das Erbe seines Vaters angetreten hatte und am 30. Mai 1729 zum Drost in Dülmen bestallt worden war, heiratete er Johanna Maria von Droste zu Vischering, die Nichte seiner Stiefmutter.